# Villaverde Alto
Villaverde Alto – stacja końcowa metra w Madrycie, na linii 3. Znajduje się w dzielnicy Villaverde, w Madrycie i zlokalizowana jest za stacją San Cristóbal. Została otwarta 21 kwietnia 2007.